# Тумас, Марина Александровна
Марина Александровна Тумас (бел. Марына Аляксандраўна Тумас; род. 17 сентября 1984, Минск, Белорусская ССР) — белорусская волейболистка, диагональная нападающая, мастер спорта Республики Беларусь международного класса.

## Биография
Волейболом начала заниматься в 11-летнем возрасте в минской СДЮШОР профсоюзов у тренера Надежды Дунар. В 2001—2003 выступала за минские ГЭНИ и «Славянку», в составе которых дважды стала бронзовым призёром чемпионатов Беларуси. В 2003—2004 играла в Турции за «Йешилъюрт», а в 2004—2006 — вновь за «Славянку», с которой выиграла «золото» белорусского национального первенства.
С 2010 года на протяжении 10 сезонов выступала в Турции за различные местные команды. В составе «Фенербахче» в 2009 стала чемпионкой страны. В 2020—2022 играла в Тунисе за «КВ Картаж», с которым по два раза выигрывала чемпионат, Кубок и Суперкубок страны, а в 2021 стала победителем клубного чемпионата Африки. В 2022 вернулась в Беларусь, заключив контракт с «Минчанкой».
В 2001—2003 играла за юниорскую и молодёжную сборные Беларуси. В их составе выигрывала «бронзу» чемпионатов Европы среди девушек (в 2001) и молодёжных команд (в 2002), а также участвовала в молодёжном чемпионате мира 2003. В 2003—2013 выступала за национальную сборную страны, в составе которой трижды принимала участие в чемпионатах Европы (2007, 2009, 2013) и один раз — в розыгрыше Евролиги (2011).

## Игровая карьера
- 2001—2002 —  ГЭНИ (Минск);
- 2002—2003 —  «Славянка» (Минск);
- 2003—2004 —  «Йешилъюрт» (Стамбул);
- 2004—2006 —  «Славянка» (Минск);
- 2006—2009 —  «Фенербахче» (Стамбул);
- 2009—2010 —  «Азеррейл» (Баку);
- 2010—2013 —  «Иллербанкаши» (Стамбул);
- 2013—2014 —  «Бешикташ» (Стамбул);
- 2014—2016 —  «Каршияка» (Измир);
- 2016—2017 —  «Бейликдюзю» (Стамбул);
- 2017—2019 —  «Карайоллары» (Анкара);
- 2019—2020 —  «Коледжлилер» (Анкара);
- 2020—2022 —  «КФ Картаж» (Карфаген);
- 2022—2024 —  «Минчанка» (Минск);
- 2024 —  «Ламия»

## Достижения

### Клубные
- двукратная чемпионка Беларуси — 2005, 2023;
  - 3-кратный бронзовый призёр чемпионатов Беларуси — 2002, 2003, 2006.
- победитель розыгрыша Кубка Беларуси 2023.
  - серебряный призёр Кубка Беларуси 2022.
- чемпионка Турции 2009;
  - двукратный серебряный призёр чемпионатов Турции — 2007, 2008.
- серебряный призёр розыгрыша Кубка Турции 2009.
- победитель розыгрыша Кубка Азербайджана 2010.
- двукратная чемпионка Туниса — 2021, 2022.
- двукратный победитель розыгрышей Кубка Туниса — 2021, 2022.
- двукратный обладатель Суперкубка Туниса — 2020, 2021.
- серебряный призёр розыгрыша Кубка вызова ЕКВ 2014.
- двукратный победитель розыгрышей Кубка Балканской волейбольной ассоциации — 2012, 2014.
- победитель клубного чемпионата Африки 2021.

### Со сборными Беларуси
- бронзовый призёр чемпионата Европы среди девушек 2001.
- бронзовый призёр молодёжного чемпионата Европы 2002.

### Индивидуальные
- 2001: лучшая блокирующая чемпионата Европы среди девушек.
- 2023: MVP Кубка Беларуси 2023.